# Gravity 360°
Gravity 360º es un videojuego de habilidad desarrollado para teléfonos móviles por la compañía española LemonQuest. Consiste en ir enlazando fichas de colores para hacerlas explotar cuando llegan a unirse tres, sumando así puntos y aumentando un marcador. Su mayor innovación es incorporar un sistema de juego que permite rotar el escenario, pudiendo así mover el tablero en 360 grados y crear diferentes combos sobre la base de esta posibilidad.

## Versión 2D
En 2008, la compañía lanzará una versión más limitada en dos dimensiones (2D Gravity), manteniendo la jugabilidad básica pero eliminando la posibilidad de rotación.